# Die Korrespondenz
Die Korrespondenz – krakowski niemieckojęzyczny dziennik ukazujący się w latach 1914–1915.